# Hans III Jordaens

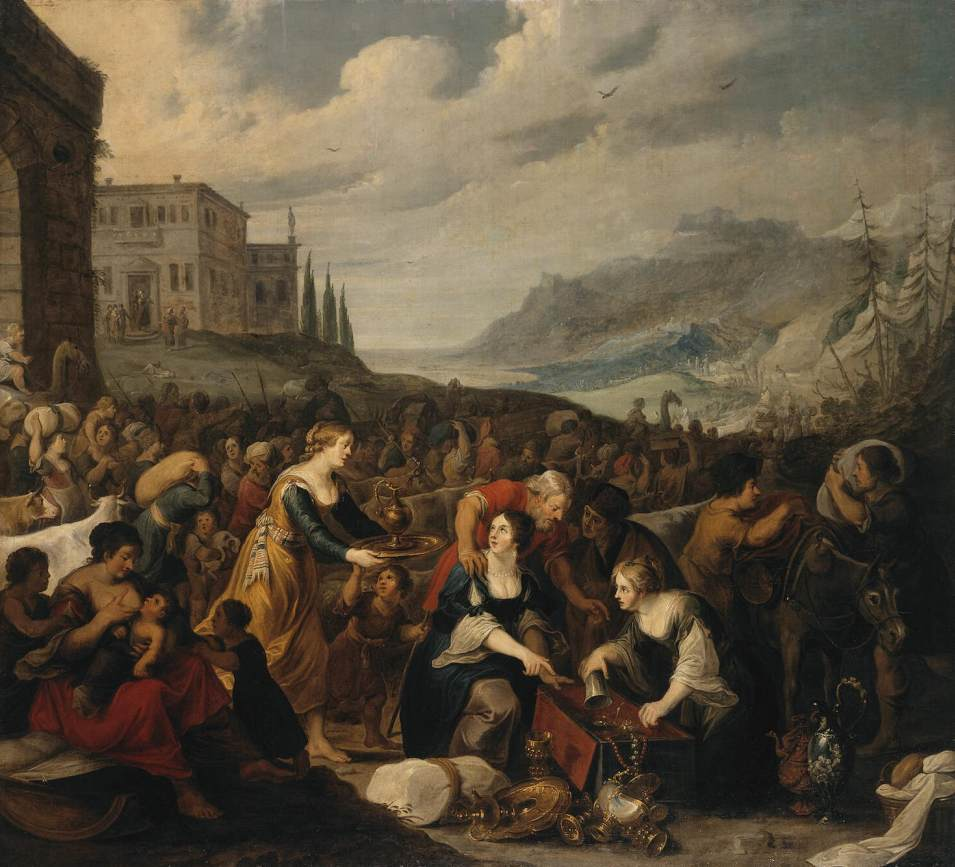
De Israëlieten na het oversteken van de Rode Zee

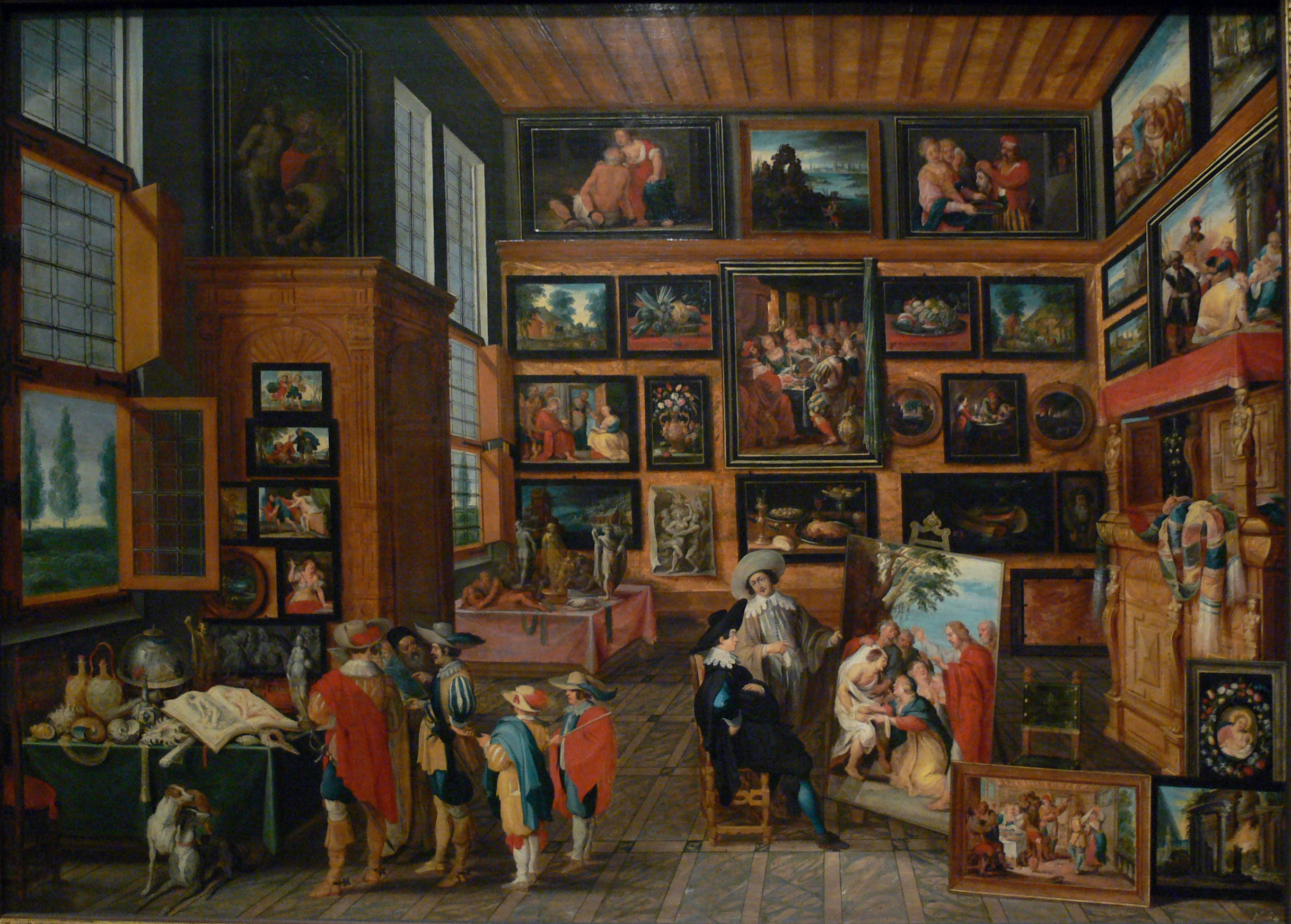
Galerij door Jordaens en menselijke figuren door Cornelis de Baellieur, ca. 1630.

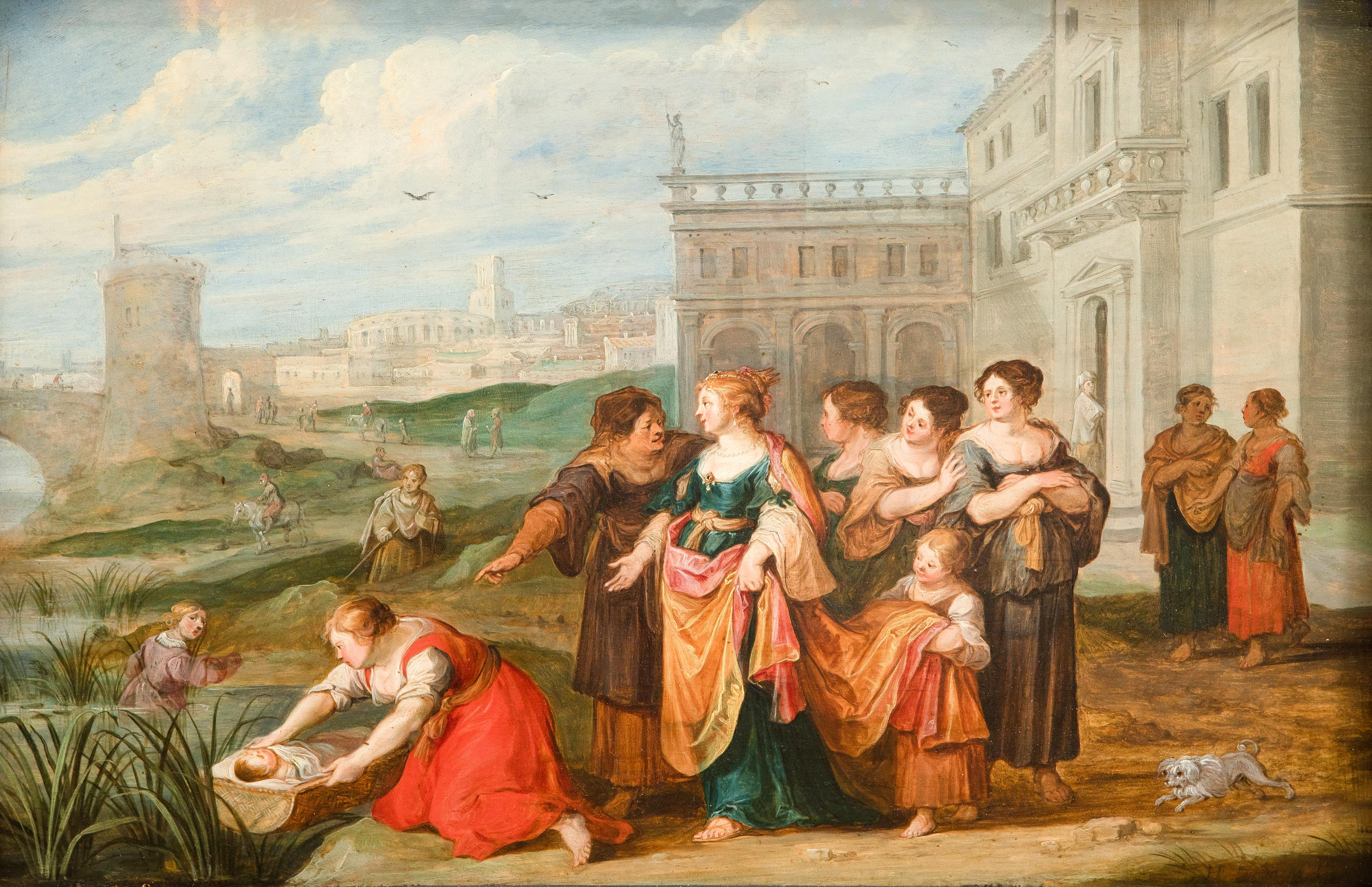

Hans III Jordaens (Antwerpen of Delft, 1590 - Antwerpen, 1643) was een Zuid-Nederlands schilder uit de barokperiode.

## Biografie
Volgens het Rijksbureau voor Kunsthistorische Documentatie is er onzekerheid over zijn geboortedatum en plaats.  Het is mogelijk dat hij geboren werd in Delft als een zoon van Hans Jordaens of dat hij geboren werd in Antwerpen als een familielid van Jacob Jordaens. Op 26 november 1617 huwde hij met Maria van Dijck, bij wie hij vijf kinderen had.
In hetzelfde jaar begon hij zijn artistieke carrière in Antwerpen en die duurde tot 1643.  Hij werd een lid van de Antwerpse Sint-Lucasgilde in 1620.
Het wordt aangenomen dat Jordaens succes genoot aangezien hij een hoge levensstandaard had en een groot huis bezat.

## Werken
Hij wijdde zich vooral aan het schilderen van historische onderwerpen, interieurs, dieren en kunstcollecties in de stijl van Frans Francken II.
Hij werkte ook samen met andere kunstenaars zoals Cornelis de Baellieur en Abraham Govaerts, die verantwoordelijk waren voor het schilderen van de figuren in zijn landschappen en afbeeldingen van kunstverzamelingen.
Enkel een klein aantal schilderijen kan met zekerheid aan Jordaens worden toegeschreven aangezien hij zijn werken zelden ondertekende.